# ایبرترانس آئرئا
ایبرترانس آئرئا (به انگلیسی: Ibertrans Aérea) یک شرکت هواپیمایی است که در ۱۹۹۱ میلادی تأسیس شده‌است. دفتر مرکزی ایبرترانس آئرئا در مادرید، اسپانیا واقع شده‌است و قطب این شرکت هواپیمایی در فرودگاه مادرید-باراخاس قرار دارد.